# 2 (album de Black Country Communion)
Pour les articles homonymes, voir 2 (homonymie).
Albums de Black Country Communion
Black Country
(2010) Live Over Europe
(2011)
Singles
1. The Outsider
Sortie : 5 mai 2011

2 est le deuxième album studio de Black Country Communion, le groupe de rock anglo-américain. Il sort le 13 juin 2011 en Europe, et une journée après aux États-Unis

## Enregistrement
Selon Glenn Hughes, l'écriture des titres a commencé en août 2010, un mois avant la sortie de leur premier album, Black Country. Les chansons sont enregistrées à Shangri-La Studios en Californie, et sont produites par Kevin Shirley. Hughes déclare sur son compte Twitter qu'ils ont enregistré sept chansons en seulement quatre jours.
Le titre de l'album ainsi que la liste officielle des morceaux sont annoncés le 23 mars 2011, et la pochette de l'album est divulguée le 29 mars 2011. Le 5 mai 2011, le groupe sort le single The Outsider pour téléchargement gratuit sur leur site web Le 8 juin 2011 le groupe diffuse une vidéo pour la chanson Man in the Middle. La vidéo a été réalisée par Davin Maske

## Critiques
L'album a été bien reçu par les critiques. Sur AllMusic, il obtient une note de 4 sur 5.

## Titres
| 1.    | The Outsider                  | Glenn Hughes         | Hughes, Joe Bonamassa, Derek Sherinian, Kevin Shirley          | 4:23 |
| 2.    | Man in the Middle             | Hughes               | Hughes, Bonamassa, Shirley                                     | 4:35 |
| 3.    | The Battle for Hadrian's Wall | Bonamassa            | Bonamassa, Hughes, Shirley                                     | 5:11 |
| 4.    | Save Me                       | Hughes, Jason Bonham | Bonham, Chris Blackwell, Bonamassa, Sherinian, Hughes, Shirley | 7:43 |
| 5.    | Smokestack Woman              | Hughes               | Hughes                                                         | 5:10 |
| 6.    | Faithless                     | Hughes               | Hughes, Bonamassa, Shirley                                     | 5:12 |
| 7.    | An Ordinary Son               | Bonamassa, Hughes    | Bonamassa, Hughes, Shirley                                     | 7:59 |
| 8.    | I Can See Your Spirit         | Hughes               | Hughes, Bonamassa, Shirley                                     | 4:12 |
| 9.    | Little Secret                 | Hughes               | Hughes                                                         | 6:59 |
| 10.   | Crossfire                     | Hughes               | Hughes                                                         | 6:03 |
| 11.   | Cold                          | Hughes               | Hughes, Bonamassa, Shirley                                     | 6:55 |
| 64:17 |                               |                      |                                                                |      |

## Musiciens
- Glenn Hughes – chant, basse
- Joe Bonamassa – guitare, chœurs, chant sur The Battle for Hadrian's Wall et An Ordinary Son
- Jason Bonham – batterie, percussion
- Derek Sherinian – clavier

## Production
- Kevin Shirley – production , mixage
- Bob Ludwig – matriçage
- Jeff Bova – orchestration

## Classements hebdomadaires
| Classement (2011)                         | Meilleure place |
| ----------------------------------------- | --------------- |
| Allemagne (Media Control AG)              | 7               |
| Autriche (Ö3 Austria Top 40)              | 17              |
| Belgique (Flandre Ultratop)               | 74              |
| Belgique (Wallonie Ultratop)              | 84              |
| Danemark (Tracklisten)                    | 20              |
| Écosse (OCC)                              | 18              |
| États-Unis (Billboard 200)                | 71              |
| États-Unis (Billboard Hard Rock Albums)   | 6               |
| États-Unis (Billboard Independent Albums) | 10              |
| États-Unis (Billboard Top Rock Albums)    | 19              |
| France (SNEP)                             | 118             |
| Irlande (IRMA)                            | 83              |
| Norvège (VG-lista)                        | 26              |
| Pays-Bas (Mega Album Top 100)             | 56              |
| Royaume-Uni (UK Albums Chart)             | 23              |
| Royaume-Uni (Rock & Metal Albums)         | 1               |
| Suède (Sverigetopplistan)                 | 24              |
| Suisse (Schweizer Hitparade)              | 15              |